# Бэнкер, Оскар
Оскар Бэнкер (настоящее имя — Асатур Сарафян, 31 мая 1895, Османская империя — январь 1979, Кливленд, США) — американский изобретатель, создатель автоматической коробки передач. Также автор других изобретений и патентов.
До Бэнкера были попытки создать АКПП другими инженерами, но они зачастую не развивались в коммерческих целях. Так, изобретение канадского инженера Альфреда Хорнера Манро, запатентовавшего «Автоматическую безопасную трансмиссию» в 1923 г., использовало давление воздуха, а не гидравлическую жидкость, что привело к большому дефициту мощности, а также отсутствовали задняя передача и режим паркинга.

## Биография
Родился 31 мая 1895 в Османской империи в армянской семье. Его семья пережила хамидийскую резню и переселилась в Чикаго, где Асатур Сарафян сменил имя на Оскар Бэнкер, и нашел себе работу в мастерской.
Когда General Motors внедрила полуавтоматическую трансмиссию, у механизма было много недостатков. Оскар Бэнкер предложил компании автоматическую трансмиссию, которая была более безопасной и долговечной. В итоге его предложение было принято и компания General Motors начала первой оснащать свою продукцию автоматическими коробками.
Бэнкер также был известен и другими изобретениями. Он изобрел первичное управление для вертолёта Sikorsky, что в конечном итоге привело к его массовому производству во время Второй мировой войны. Также он изобрел усилитель рулевого управления, который, в частности, был внедрен на автомобили GM в 1939 году в качестве опции для моделей Oldsmobile и Cadillac 1940 года.

## Признание
Награда за выдающиеся заслуги перед службой 1969 г.